# شيباني (سميرم)
شيباني هي قرية في مقاطعة سميرم، إيران. يقدر عدد سكانها بـ 256 نسمة بحسب إحصاء 2016.